# Мудријада
Муд(р)ијада је светско такмичење у припремању јела од белих бубрега које се одржава у Луњевици у близини Горњег Милановца. Такмичење је основано 2004. године на иницијативу Љубомира-Љупчета Еровића. Тренутно, манифестацију води нјегова ћерка Јована Еровић.
Прва Муд(р)ијада је одржана у Шаранима, тачније познатом летовалишту Савинцу, 2005. на планини Рудник, 2006. поново на Савинцу, 2007. и 2008. у Луњевици, 2009. у Борачу, 2010. у Озрему, 2011. у Овчар Бањи, док се од 2012. поново одржава у Луњевици.
Кулинарске екипе се такмиче у спремању специјалитета од тестиса вепрова, бикова, коња, јарчева, овнова, кенгура, ирваса, нојева и ћурана. Пар белих бубрега од вепра теже око 300 грама, бикова више од пола килограма. Такмичење има међународни карактер због учешћа кулинарских екипа из иностранства.
Јела од белих бубрега оцењује званични жири који бира главног дегустатора такмичења. Жири проглашава победника у „светском првенству у спремању јела од тестиса“ и том приликом за освојено прво место уручује прелазну стату од дрвета.
Сваке године на ову јединствену манифестацију окупи се неколико хиљада посетиоца, који уживају у кулинарским специјалитетима, шљивовици и богатом програму.
Први победник прве муд(р)ијаде је Дејан Миловановић из Београда.